# خاستگاه هانگول
الفبای کره‌ای (هانگول، 한글 ) خط بومی کره است که در اواسط سدهٔ پانزدهم میلادی توسط شاه‌سجونگ اختراع شد.
هانگول در مربع‌های (بلوک‌هایِ) صرفی-هجایی نوشته می‌شود و برای هر دو زبان کره‌ای و چینی طراحی شده‌بود؛ هرچند حروف مخصوص چینی اکنون منسوخ شده‌اند. هر مربع حداقل از یک نویسهٔ همخوان و یک نویسهٔ واکه تشکیل می‌شود. هانگول، ریخت‌شناسیِ کره‌ای را منعکس می‌کرد و می‌کند. این خط پس از مدتی ممنوعیت، در سدهٔ بیستم میلادی دوباره احیا شد. بلوک‌ها پیشتر در ستون‌های عمودی از بالا به پایین نوشته می‌شدند اما امروزه معمولاً در ردیف‌های افقی از چپ به راست نیز نوشته می‌شوند.
فاصله برای جداکردنِ واژگان و دیگر علائم نگارشی مانند بیشتر خطوطِ جهان، در دروان معاصر به خط هانگول نیز راه یافته‌اند. ویژگی‌هایی مانند نوای لحن و نواخت و کشش واکه‌ای که به صورت علامت‌های تکی و دوتایی در سمت چپ بلوک‌های هجا در تصویر در بخش بعدی دیده می‌شوند، حذف شده‌اند.
در سال ۱۹۴۸، کره شمالی شش نویسه تازه از جمله دو حرف سجونگ را معرفی کرد که منسوخ شده بودند تا الفبای کره‌ای را به یک تناسب صرفی-هجانوشتیِ کاملی با زبان کره‌ای برساند. اما آنها به زودی کنار گذاشته شدند.

## سابقه تاریخی

هون‌مین‌جانگ‌ام آن‌هه، نسخه‌ای از انتشار هانگول که شاه.سجونگ با حروف چینی توضیحیش داد. توجه داشته باشید که تنها در این متن، از نماد تهیِ ㅇ در انتهای هجاها زمانی که همخوان نهایی وجود ندارد به صورت قراردادی استفاده شده است.

شاه‌سجونگ، چهارمین پادشاه سلسله چوسان ، شخصاً هانگول را ایجاد کرد و در سال ۱۴۴۳ منتشرش کرد. پس از آن، پادشاه سجونگ پیشگفتار هون‌مین‌جانگ‌ام را نوشت و منشأ و هدف ابداع هانگول را توضیح داد و نمونه‌ها و توضیحات مختصری را ارائه کرد و سپس تالار شایستگان را مأمور ساخت تا نمونه‌ها و توضیحات مفصل‌تری بنویسند.
هدف از اختراع هانگول، ابداعِ الفبایی آسان برای کم‌سوادان و عَوامِ مردم کره بود تا سوادآموزی‌شان آسان شود.
هانگول در نیمه دوم سده پانزدهم، عمدتاً توسط زنان و افراد کم‌سواد استفاده می‌شد. دانشمندان کنفوسیوسی‌ای که به زبان چینی تحصیل کرده بودند، به‌ویژه چو مانری که باور داشت هانجا تنها سامانهٔ نوشتاری مشروع است، مخالفت سختی با هانگول کردند.  پادشاهان سپسین هم با آن مخالفت کردند. در سال ۱۵۰۴، برخی از مردم عادی، پوسترهایی به خط هانگول نوشتند که در آن‌ها پادشاه یونسانگون به سخره گرفته شده بود. بنابراین یونسانگون، استفاده از هانگول را ممنوع کرد و مجموعه ای از فرآیندهای پاکسازی‌های کاخ‌ها از این خط را را آغازید. در سال ۱۵۰۶، پادشاه چونگ‌جونگ هم ضربهٔ محکم‌تری بر پیکرِ هانگول وارد کرد. این الفبا تا پس از جنگ جهانی دوم، به استفادهٔ رایج بازنگشت. 

## نویسه‌های همخوان‌ها به مثابهٔ طرح‌واره اندام‌های گفتاری

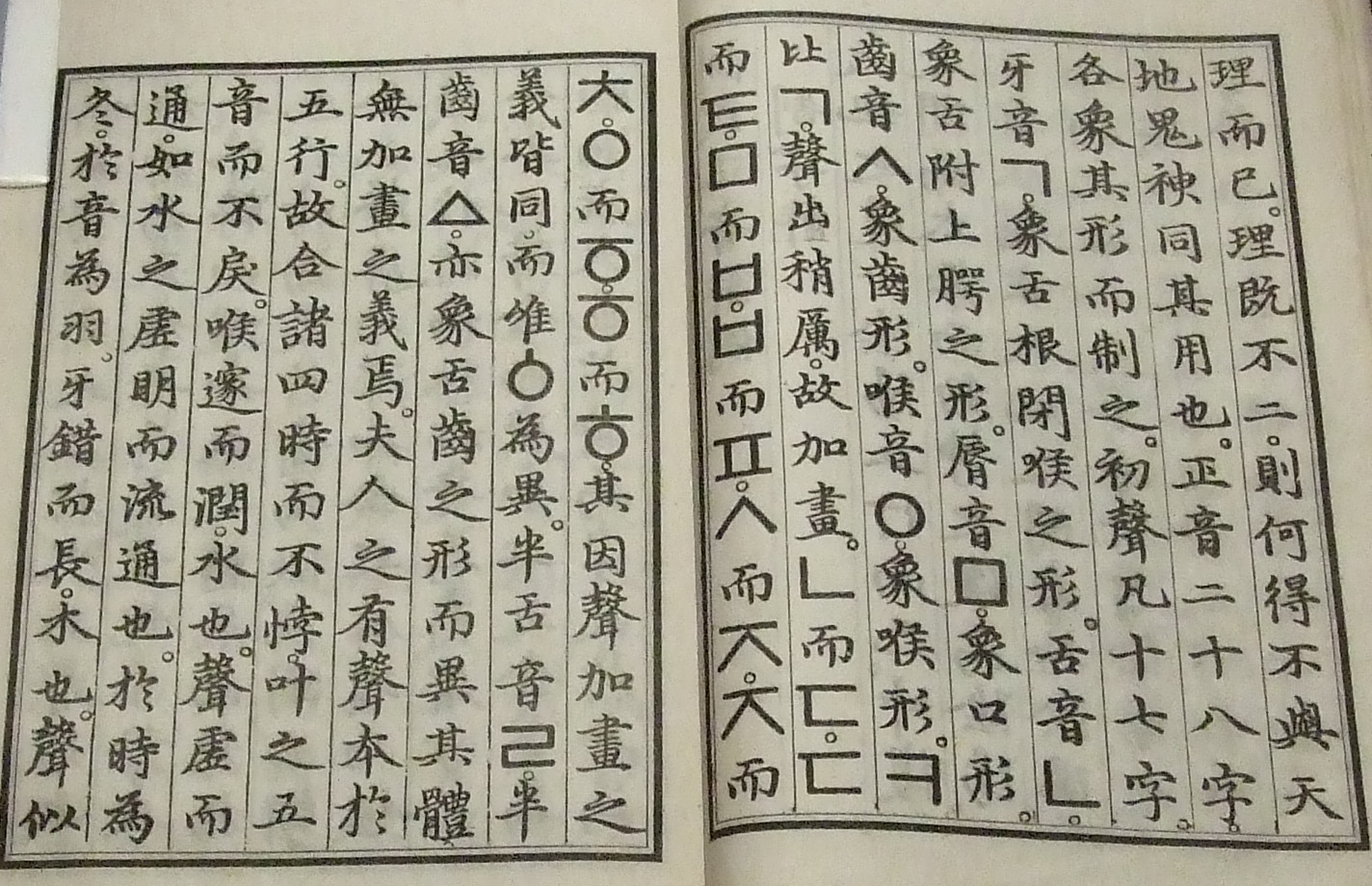
نسخهٔ مکمل و ثانویهٔ هون‌مین‌جانگ‌ام این دو صفحه، اشکال همخوان‌های اصلی کره‌ای را توضیح می‌دهند. به اشکال هندسی محض توجه کنید که هنوز تحت تأثیر خوشنویسی قرار نگرفته‌اند.

گمانه‌زنی‌های خیالی گوناگونی در مورد ایجاد هانگول وجود داشت که با کشف نسخهٔ مکمل هون‌مین‌جانگ‌ام در سال ۱۹۴۰ مطرود شدند. این سند، طراحی نویسه‌های (حروفِ) همخوان‌ها را با توجه به آواشناسی تولیدی (واج‌گاه) و طراحی نویسه‌های واکه‌ها را بر اساس اصول کنفوسیوسی مانند هماهنگیِ یین و یانگ توضیح می‌دهد.
براساس سنت هندی، همخوان‌ها در هانگول بر اساس چگونگیِ قرارگیریِ اندام‌های گفتاری در دهان طبقه‌بندی می‌شوند. نویسه‌های هانگول به صورت نمادین، موقعیت زبان در دهان را می‌نمایانند اگرچه برخی دانشمندان مانند جان دیفرانسیس با این طبقه‌بندی مخالفت کرده‌اند.
به عنوان مثال، شکل نویسهٔ  ㄱ در هانگول که به مربوط به همخوانِ نرم‌کامیِ [k] است، حالت زبان را می‌نمایاند که پُشتِ آن (معادلِ زاویهٔ ۹۰درجهٔ این نویسه) به عقبِ سقفِ دهان چسبیده است. و بعد مثلا شدتِ بیشترِ نویسهٔ ㅋ (که مربوط به [kʰ] (گ) است) نسبت به ㄱ، با افزودن یک خط افقی به همین ㄱ ساخته می‌شود.
| وضعیت واج‌گاهی             | Non- stop | Plain stop | Aspirated stop | مُشَدَّد   | شرحِ هون‌مین‌جانگ‌ام                                                         |
| ------------------------- | --------- | ---------- | -------------- | ------ | ------------------------------------------------------------------------ |
| 牙音 "molar sounds"       | (ㆁ)      | ㄱ         | ㅋ             | ㄲ     | 舌根閉喉 ریختِ زبان هنگامی که حلق را با چسبیدن به عقبِ بالایِ دهان بسته‌است. |
| 舌音 "آواهای تیغه‌ای"      | ㄴ        | ㄷ         | ㅌ             | ㄸ     | 舌附上腭 ریخت زبان هنگامی که به پشت دندان‌ها می‌خورد.                      |
| 脣音 "آواهای دولبی"       | ㅁ        | ㅂ         | ㅍ             | ㅃ     | 口形 ریخت لب‌ها                                                           |
| 齒音 "آواهای صفیری"       | ㅅ        | ㅈ         | ㅊ             | ㅉ, ㅆ | 齒形 ریختِ دندان‌های پیشین که زبان به آن‌ها می‌خورد.                         |
| 喉音 "آواهای حلقی"        | ㅇ        | ㆆ         | ㅎ             | ᅇ, ㆅ | 喉形 ریختِ گلوی باز                                                       |
| 輕脣音 "آواهای لبی‌دندانی" | ㅱ        | ㅸ         | ㆄ             | ㅹ     | (lip sounds plus circle)                                                 |

ریختِ همخوان‌های هانگول، براساس واج‌گاهِ آنان (موقعیت زبان در دهان) است. به ترتیب از چپ به راست:«ک»، «ن»، «س»، «م» و «نگ»

بنابراین، همخوان‌های تیغه‌ایْ(舌音) زبان را در اتصال به کام، همخوان‌های دولبیْ(脣音) لب‌ها را در جدایی یا تماس، همخوان‌های صفیریْ(齒音) دندان‌های پیشین را و همخوان‌های گلوییْ(喉音) دهان و حلقِ باز را نشان می‌دهند. اگر بی‌واک باشند، ریختِ صرفِ زبان را می‌نماینند، واک‌دارها همان نویسهٔ بی‌واک هستند به اضافهٔ یک خط افقی. (ㅋ<ㄱ، ㅍ<ㅂ<ㅁ، ㄷ<ㅌ، ㅊ<ㅈ<ㅅ،)

## طرح نمادینِواکه‌ها

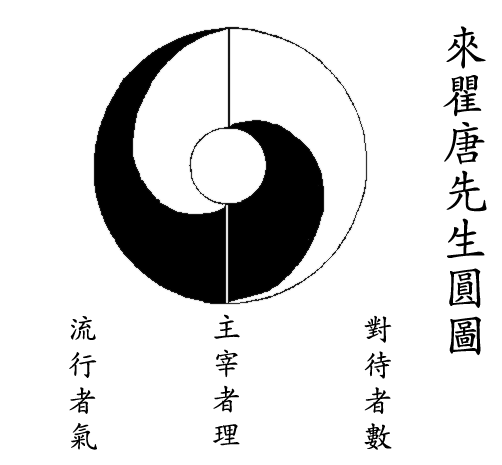
عنصر پایه‌ایِ واکه‌نویسه‌های هانگول، یک خط افقی (ㅡ، ɨ، که واجی مانند یای مجهول را نمایندگی می‌کند) یا عمودی (ㅣ، که واجِ ای را نمایندگی می‌کند) است. دیگر واکه‌نویسه‌ها با افزوده شدنِ یک نقطه به این خطوط عمودی و افقی ساخته می‌شوند. اگر نویسهٔ مورد نظر برای واکه‌ای در دستهٔ واکه‌های «یین» (تاریکی=زمین) باشد، نقطه در جهت چپ (به خط عمومی) یا پایین (به خط افقی) افزوده می‌شود و ㅜ(او) و ㅓ(eo، آ) ساخته می‌شوند؛ و اگر نویسهٔ مورد نظر برای واکه‌های «یانگ» (روشنایی=آسمان) باشد، نقطه از سمت راست (به خط عمودی) یا بالا (به خط افقی) افزوده می‌شود و ㅗ(اُ) و ㅏ(اَ و آ) ساخته می‌شوند. توجه کنید که امروزه، نقطه هم تبدیل به یک خط کوچک‌تر شده‌است که به خط اصلیِ افقی یا عمودی چسبیده است.

هفت واکه‌نویسه‌های بنیادین از هیچ خط دیگری اقتباس نشده‌اند. آن‌ها خطوط، نقاط و خطوطِ نقطه‌داری بوده‌اند که به نظر می‌رسد کاملا مستقل توسط شاه‌سجونگ و تالار شایستگانِ او برای دستگاه واج‌شناسی کره‌ای ابداع شده باشند و حداقل از دو مولفهٔ هماهنگی واکه‌ای و یُتینگی در ساخت و پرداختشان استفاده شده.
زبان کره‌ای در زمان شاه‌سجونگ، هماهنگیِ واکه‌ایِ بیشتری نسبت به امروز داشت. واکه‌ها براساس وضعیتشان در واژه به صورت جفتی جایگزین می‌شدند. هماهنگی واکه‌ای بر صرف زبان اثر می‌نهد واج‌شناسی کره‌ای آن را با دو اصطلاحِ یین و یانگ توضیح داده است: اگر بُنِ واژه واکه‌ای یانگ (ژرف) داشته باشد، وندهایش هم واکه‌های یانگ خواهند داشت و اگر واکهٔ بُن یین (کم‌ژرف) باشد، واکهٔ وند هم یین خواهد بود. واجِ ㅣ (ای) حالت خنثایی داشت و برای همین در تقسیم‌بندیِ کره‌ای‌ها (جدولِ بالا) به عنوان حالتِ «میانی» معرفی شد.
نویسه‌های یین حاصل اتصالِ نقطه به خط از سمت پایین یا چپ بودند مانند نویسه‌های ㅓ و ㅜ. نویسه‌های یانگ هم حاصل اتصال نقطه به خط از سمت بالا یا راست بودند مانند ㅗ و ㅏ. توجه کنید که امروزه، همانگونه که می‌بینید،‌ نقطه به یک خط کوچک تبدیل شده که قائم بر خط افقی یا عمودیِ اصلی می‌شود. در گذشته، نقطه، به تنهایی دارای نقشِ آوای آ را داشت.
بنابراین دو خط پایه‌ای عمودی و افقی می‌توانند دو معادلِ یین و یانگ داشته باشند که طبق قوانین هماهنگی واکه‌ایِ کره‌ای می‌توانستند جایگزین یکدیگر شوند: ㅏ و ㅓ جایگزین یکدیگرْ و ㅗ و ㅜ هم جایگزین یکدیگر.
هون‌مین‌جانگ‌ام می‌گوید که اتخاذِ چهار نویسهٔ بنیادینِ ㅣ و ㅡ و ㅅ و نقطه، در راستایِ بازتافتنِ ایده‌ی فکری-فلسفیِ سه قلمرو بوده‌است. نقطه نمادِ خوردشید است، ㅡ نشانِ زمین است، ㅣ نشانِ آسمان و بهشت است و ㅅ نمادِ انسان است.
نویسه‌های آواهای مرکبی که یُتیزه بودند هم با دوبرابر کردنِ نقاط ساخته شدند: ㅠ(یو)، ㅛ(یُ)، ㅑ(یَه/یا) و ㅕ(یا).